# Décarbonation des déchets en France
La décarbonation des déchets en France est l'ensemble des mesures et des techniques permettant de réduire les émissions de gaz à effet de serre dans le secteur des déchets en France. Il s’agit d’un des axes de la décarbonation de la France et un des défis de la neutralité carbone en 2050.
Le secteur a produit 310 millions de tonnes de déchets en 2020 (14,5 % du total de l'UE), ce qui correspond à 3,7 % des émissions de gaz à effet de serre totales en France (en équivalent CO2, hors UTCATF, périmètre France métropolitaine et territoires Outre-mer inclus dans l’UE). Les émissions du secteur proviennent en grande majorité des émissions de méthane (CH4) issues de la dégradation des matières organiques dans les installations de stockage des déchets non dangereux. L’objectif fixé en 2015 pour le secteur du traitement des déchets dans la stratégie nationale bas carbone est de réduire de -75 % à 2050.
Les mesures prises pour atteindre cet objectif sont de deux ordres : la réduction des déchets (réduction à la source, économie circulaire, etc) et la valorisation des déchets (énergétique, organique ou autres).

## Descriptif du secteur

### Répartition en sous-secteurs
Le CITEPA, chargé par le  Ministère de la Transition écologique et solidaire de la réalisation des inventaires nationaux d'émissions de polluants atmosphériques et de gaz à effet de serre, décompose le secteur en cinq rubriques :
- Stockage des déchets ;
- Incinération sans récupération d'énergie ;
- Autres traitements des déchets solides ;
- Traitement des eaux usées.

### Production de déchets en France métropolitaine
La France est le second plus gros producteur de déchets de l’Union européenne (derrière l'Allemagne) avec une production de 310 millions de tonnes de déchets (14,5 % du total de l'UE) en 2020 et représente 11,8 % de la production de déchets dangereux de l'UE. En revanche, concernant la quantité de déchets générés par habitant, la France se situe un peu en dessous de l’UE pour cette même année, soit 4,6 tonnes par habitant (4,8 pour l'Europe).
Ces 310 millions de tonnes de déchets se répartissent en :
- 66 % de déchets minéraux issus du secteur de la construction (dont 74 % sont valorisés) ;
- 30 % de déchets non minéraux et non dangereux issus du secteur de la construction (dont 43 % sont valorisés) ;
- 4 % de déchets dangereux issus du secteur de la construction (dont 30 % sont valorisés).

## Émission de gaz à effets de serre du secteur des déchets

### Part des déchets dans les émissions de GES
Le secteur du traitement des déchets correspond en 2021 à 3,7 % des émissions de gaz à effet de serre totales en France (en équivalent CO2, hors UTCATF, périmètre France métropolitaine et territoires Outre-mer inclus dans l’UE). Le méthane est le principal GES émis par ce secteur, représentant plus de 21 % des émissions nationales de CH4 cette même année. Les émissions de CH4 proviennent en grande majorité des installations de stockage de déchets non dangereux. Toutefois, les ISDND ont vu leurs émissions de méthane réduire entre 2008 et 2015 en lien notamment avec une diminution des quantités de déchets stockés depuis le début des années 2000 et avec la hausse des quantités de biogaz capté. Depuis, on estime une stabilisation des émissions associée à une hausse des quantités stockées en 2018 et un retour au niveau de 2016 pour l’année 2020 ainsi qu’une stabilisation du taux de captage apparent. Les émissions ont diminué de 4,5 % en 2021 par rapport à 2020 (-0,7 Mt éqCO2). Cette baisse est concentrée dans le stockage des déchets (-0,8 Mt éqCO2).

Évolution des gaz à effet de serre émis par le secteur des déchets en France entre 1990 et 2022.

### Évolution des émissions par sous-secteur et par gaz

#### Répartition par sous-secteur
Ces émissions sont essentiellement issues des installations de stockage des déchets. L’évolution en cloche de ces émissions est liée à l’évolution des quantités de déchets stockées, dont le maximum a été atteint en 2003 et qui décroissent du fait des politiques publiques, de la hausse du taux de captage du biogaz et d’une évolution de la composition des déchets stockés.

Répartition des émissions de CO2e du secteur du traitement des déchets centralisés en France par secteur (Métropole et Outre-mer UE) entre 1990 et 2022.

#### Répartition par gaz
Les émissions du secteur proviennent en grande majorité des émissions de CH4 issues de la dégradation des matières organiques dans les  installations de stockage des déchets non dangereux. Cette part représente entre 84 % et 92 % des émissions totales de GES du secteur selon les années. Les émissions en CO2e sont, en 2021 (15,2 Mt CO2e), à un niveau à peine inférieur à celui estimé en 1990 (15,8 Mt CO2e) après un pic en 2003 (20,5 Mt CO2e).

Part des différents GES dans les émissions du secteur du traitement des déchets centralisés en France entre 1990 et 2022.

## Stratégie nationale
La stratégie nationale bas carbone (SNBC) est l'outil de pilotage pour animer et suivre la politique de décarbonation de l'économie française et de transformation de son modèle énergétique. Elle se décline pour chacun des 6 grands secteurs de l'économie, notamment les déchets, et est actualisée tous les quatre ans. 

### SNBC 1 (2015)
| Période   | en Mt éqCO2 |
| --------- | ----------- |
| 2015-2028 | 18          |
| 2019-2023 | 15          |
| 2024-2028 | 13          |

L’objectif fixé pour le secteur du traitement des déchets est de réduire de -75 % à 2050. Les leviers d’action pour atteindre cet objectif sont, par ordre de priorité à long-terme, les suivants : 
- Éviter de produire des déchets par la prévention (éco-conception, allongement de la durée de vie des produits, réparation, limitation du gaspillage alimentaire) et le réemploi (économie circulaire) ;
- Augmenter la valorisation matière des déchets qui n’ont pu être évités (recyclage) ;
- Valoriser énergétiquement les déchets inévitables et non valorisables sous forme matière ;
- Réduire les émissions diffuses de méthane des décharges et des stations d’épuration et en particulier la part non valorisable ;
- Faire disparaître l’incinération sans valorisation énergétique.

### SNBC 2 (2019)
| Période   | Décret 2020 | Réajusté 2022 |
| --------- | ----------- | ------------- |
| 2019-2023 | 14          | 12            |
| 2024-2028 | 12          | 10            |
| 2029-2033 | 10          | 9             |

Les budgets carbone des périodes 2019-2023, 2024-2028 et 2029-2033 sont fixés dans le décret du 21 avril 2020 respectivement à 14, 12 et 10 Mt de CO2eq par an. Depuis la publication de ce décret, des changements méthodologiques ont été apportés à l’inventaire national des émissions de gaz à effet de serre, conduisant à arrêter en 2022 ces budgets carbone annuels ajustés respectivement à 12, 10 et 9 Mt de CO2eq par an,.

## Contribution du secteur déchets à la décarbonation de l'industrie
39,5 millions de tonnes de CO2 auraient été évitées grâce à la gestion des déchets ménagers et assimilés (DMA) et des déchets des activités économiques (DAE), selon une étude de la Fédération nationale des activités de la dépollution et de l'environnement (Fnade) présentée le 2 mars 2021. Ceci est à comparer avec les émissions associées à ces traitements qui sont de l'ordre de 30,9 MtCO2. Le recyclage permet à lui seul d'éviter 34,2 MtCO2, dont 19,8 MtCO2 via le recyclage des DAE et 14,6 MtCO2 via le recyclage des DMA.

## Mesures de réduction des déchets

### Directive européenne cadre (2008)
La directive cadre européenne du 20 octobre 2008, et sa transposition en droit français par l’ordonnance n° 2010-1579 du 17 décembre 2010 portant diverses dispositions d’adaptation au droit de l'Union européenne dans le domaine des déchets, stipule que la gestion des déchets devra respecter la hiérarchie suivante :
- prévention de la production de déchets ;
- préparation des déchets en vue de leur réemploi ;
- recyclage ;
- valorisation (notamment énergétique) ;
- élimination de manière sûre et dans des conditions respectueuses de l’environnement.

### Lois Grenelle
La loi du 3 août 2009 (Grenelle 1) confirme la hiérarchie du traitement des déchets et fixe des objectifs en termes de réduction de la production d’ordures ménagères et assimilées (-7 % par habitant des quantités d'ordures ménagères et assimilées (incluant les déchets des commerçants, des artisans et PME, PMI) en 5 ans) et d’augmentation du recyclage matière et organique (35 % des DMA en 2012 et 45 % en 2015). Elle insiste également sur la nécessité d’améliorer la gestion des déchets organiques (compostage, méthanisation).
La loi du 12 juillet 2010 (Grenelle 2) renforce la planification dans le domaine des déchets avec la mise en œuvre de filières de collecte et de traitement pour les déchets dangereux diffus, les meubles et les pneus (au 11 janvier 2011) et des déchets d’activité de soin (pas d’échéance), des plans de gestion des déchets du BTP, les plans locaux de prévention et la révision des plans départementaux. Elle assouplit les dispositions relatives à la mise en place d’une part incitative dans la taxe ou la redevance d'enlèvement des ordures ménagères initialement prévues par la loi Grenelle 1 (possibilité pour les collectivités et non plus obligation).

### Plan national de prévention des déchets

#### 1er Plan déchets 2004-2012
Un premier Plan national de prévention de la production de déchets, établi de façon volontaire par le ministère chargé de l’environnement, est publié en février 2004. Il est complété par le plan d'actions déchets 2009-2012, qui fixait comme objectif de réduire de 7 % la production d’ordures ménagères et assimilées (OMA) par habitant entre 2008 et 2013.

#### 2ème Plan national de prévention des déchets 2014-2020
Après une consultation publique qui a lieu du 04 décembre 2013 au 04 février 2014, le plan national de prévention des déchets 2014-2020 est adopté par arrêté du 18 août 2014. Ce plan comporte un bilan des actions de prévention menées précédemment, les orientations et les objectifs pour la période 2014-2020, ainsi que la mise en œuvre, le suivi et l’évaluation des mesures retenues. Il fixe également des objectifs quantifiés, visant à décupler la production de déchets de la croissance économique : diminution de 7 % de la production de déchets ménagers et assimilés (DMA) par habitant en 2020 par rapport au niveau de 2010 et stabilisation de la production de déchets d'activités économiques (DAE) et du secteur du Bâtiment et des travaux publics (BTP) de 2010 à 2020,.

#### 3ème Plan national de prévention des déchets 2021-2027
Le troisième plan national de la prévention des déchets pour la période 2021-2027 est publié le 27 mars 2023,. Il contient des actions visant à collecter davantage de données sur l’économie circulaire, mais « son impact reste difficile à évaluer», estime l'ONG Amorce qui appelle à organiser un groupe de travail ministériel pour partager les étapes de suivi et d'évaluation du nouveau PNPD. La Cour des comptes souligne quant à elle dans son rapport 2023 « l’insuffisance de la planification » dans les politiques visant à réduire le volume des ordures ménagères,.

### Loi de transition énergétique pour la croissance verte (2015)
La loi relative à la transition énergétique pour la croissance verte, promulguée le 17 août 2015, comporte un titre intitulé « Lutter contre les gaspillages et promouvoir l’économie circulaire : de la conception des produits à leur recyclage ». Parmi les mesures instituées par ce texte, figurent notamment, :
- la généralisation du tri à la source des déchets organiques des particuliers à l’horizon 2025 ;
- le déploiement de la tarification incitative avec un objectif de 15 millions d’habitants couverts en 2020 et 25 millions en 2025 ;
- l’extension des consignes de tri à l’ensemble des emballages plastiques sur l’ensemble du territoire avant 2022 ;
- l’interdiction de la mise à disposition, gratuite ou onéreuse, de sacs de caisse en matières plastiques à usage unique au 1er janvier 2016 et de sacs en matières plastiques à usage unique autres que les sacs de caisse au 1er janvier 2017 ;
- l’interdiction de la mise à disposition de vaisselle en plastique jetable (gobelets, verres et assiettes) au 1er janvier 2020 ;
- une harmonisation des modalités de collecte (consignes de tri, couleur des contenants…) des déchets d’emballages et de papiers graphiques sur l’ensemble du territoire national à l’horizon 2025 ;
- la généralisation de la mise en place, par les collectivités territoriales, d’un système de comptabilité analytique concernant les déchets ;
- la mise en place par l’État et les collectivités territoriales d’une démarche de lutte contre le gaspillage alimentaire dans la restauration collective avant le 1er septembre 2016 ;

et en termes d'objectifs de réduction des déchets :
- réduire de 10 % les déchets ménagers d'ici 2020,
- réduire de 50 % les déchets admis en installations de stockage d'ici 2025,
- recycler 55 % des déchets non dangereux en 2020 et 65% en 2025,
- recycler 70 % des déchets du BTP d'ici 2020.

### Feuille de route économie circulaire (2018)
La feuille de route économie circulaire (2018) visant à mieux produire, mieux consommer, mieux gérer les déchets avec des objectifs portant sur :
- la réduction de 30 % de la consommation de ressources par rapport au PIB d’ici à 2030 par rapport à 2010 ;
- tendre vers 100 % de collecte de déchets recyclables en 2025 ;
- l’économie d’émission de 8 millions de tonnes de CO2 supplémentaires chaque année grâce au recyclage du plastique.

## Mesures de valorisation des déchets
La valorisation des déchets est un ensemble de procédés par lesquels on transforme un déchet matériel en un autre produit, matériel ou énergétique. Dans ce deuxième cas, on parle de valorisation énergétique. Dans la loi relative à la transition énergétique pour la croissance verte votée en mai 2015, le gouvernement français appelle ainsi à favoriser la production d'énergie issue de la valorisation des déchets lorsqu'ils ne sont pas recyclables.

### Valorisation énergétique par traitement thermique
Le statut de « valorisation énergétique » n'est accordé qu'aux incinérateurs atteignant 65 % de performance énergétique minimum. La France dispose en 2023 d'un parc de 127 installations d'incinération de déchets ménagers, dont 97% en capacité produisent de l'énergie,.

### Valorisation du biogaz issu des installations de stockage
Le biogaz issu de la fermentation organique des déchets dans les installations de stockage des déchets non dangereux et dans les installations de méthanisation peut être valorisé selon deux techniques, :
- le brûlage pour produire de l’électricité et/ou de la chaleur ;
- après épuration poussée, l’utilisation sous forme de carburant, pour alimenter des véhicules fonctionnant au gaz naturel ou l’injection dans le réseau de gaz naturel, autorisée depuis 2011.

### Valorisation organique
La valorisation organique concerne la gestion et de valorisation des déchets biodégradables. Deux grands modes de traitement existent : le compostage et la méthanisation.

### Autres formes de valorisation

#### Combustibles solides de récupération
Les combustibles solides de récupération (CSR) sont issus des refus de tri des déchets des activités économiques, des collectes sélectives des emballages, des encombrants de déchèteries (déchets secs et riches en résidus de plastiques, bois, papier… non recyclables dans les conditions actuelles). De la chaleur et/ou de l’électricité sont produites en substitution de ressources fossiles comme le charbon, le coke de pétrole ou le gaz naturel, en vue de leur utilisation dans l'industrie et dans les réseaux de chaleur notamment. On distingue :
- les CSR de haute qualité (ou qualité cimentière) (PCI > 18 MJ/kg et teneur en chlore < 0,5 %), principalement utilisés en cimenteries en France ;
- les CSR de bonne qualité (PCI entre 12 et 18 MJ chlore < 1,5 % qui seront destinés à des chaudières dédiées aux CSR.

#### Pyrolyse et gazéification
La pyrolyse et la gazéification appliquées aux déchets sont des moyens de les convertir en liquides et en gaz combustibles. Les déchets sont chauffés en l’absence ou en manque d'oxygène afin que les substances générées sous l’effet de la température (solides, liquides et gazeuses) ne s’enflamment pas spontanément, ce qui donne la possibilité de les valoriser dans un second temps.